# Вдавленная черепаха
Вдавленная черепаха (лат. Manouria impressa) — вид сухопутных черепах.

## Описание

### Внешний вид
Черепаха средних размеров, длина её панциря около 28 см. Задние и предшествующие им щитки сильно смяты, зазубрены. Панцирь красновато-коричневый с чёрными, а иногда и оранжево-жёлтыми границами между чешуйками. Пластрон красновато-коричневый. Голова некрупная, жёлтая, иногда с тёмными пятнами. У некоторых особей область ноздрей розоватая, что возможно является сезонной окраской. Лапы коричневые. У молодых особей голова и карапакс покрыты множеством мелких чёрных пятен.

### Распространение и среда обитания
Населяет центральный и северный Вьетнам, Лаос, Бирму, Таиланд и Западную Малайзию. Возможно, встречается и в Камбодже. Повсюду редка.
Хорошо приспособлена к жизни в горах. В Таиланде её обнаруживали в сухих горных лесах на высоте от 213 до 609 м над уровнем моря.
Предпочитает в качестве среды обитания сухой вечнозелёный широколиственный лес с толстым слоем опавшей листвы.

### Питание и образ жизни
Питается опавшими плодами и молодыми побегами бамбука, а также другой растительностью.
Активна в сумерках.

### Размножение
Спаривание в Таиланде приходится на сезон дождей. В кладке от 17 до 22 яиц.

## Вдавленная черепаха и человек
Истребляется местным населением с целью употребления в пищу и изготовления лекарственных средств.
Плохо изученный вид.

## Содержание в неволе
Эти черепахи очень плохо переносят неволю, часто погибая в течение нескольких месяцев. Они отказываются от пищи и голодают. Предлагается давать им твёрдые фрукты — ягоды и фиги, а также размещать молодые побеги бамбука вертикально, имитируя их естественный рост.